# Castirla
 Castirla  là một xã ở tỉnh Haute-Corse trên đảo Corse, Pháp. Xã này có diện tích 24,32 km², dân số năm 1999 là 186 người. Khu vực này có độ cao trung bình 450 mét trên mực nước biển.